# Disternopsis pruinosa
Disternopsis pruinosa là một loài bọ cánh cứng trong họ Cerambycidae.